# Ermenegildo Arena
Ermenegildo Arena   (Nàpols, 25 de febrer de 1922 - Nàpols, 8 de febrer de 2005), conegut com a Gildo, va ser un nedador i waterpolista italià que va competir entre les dècades de 1930 i 1950.
Com a nedador guanyà sis campionats nacionals, en els 100, 200 i 4x200 metres lliures, però on va destacar més fou en el waterpolo. El 1948 va prendre part en els Jocs Olímpics de Londres, on va guanyar la medalla d'or en la competició de waterpolo. Quatre anys més tard, als Jocs de Hèlsinki guanyà la medalla de bronze en la mateixa competició.
També guanyà el Campionat d'Europa de waterpolo de 1947 i sis lligues italianes, cinc amb el Rari Nantes Napoli (1939, 1941, 1942, 1949 i 1950) i una amb el Circolo Canottieri Napoli, el 1951. Fitxà per aquest darrer equip a canvi d'un Fiat 500 Topolino, cosa que el va convertir en el primer waterpolista professional.